# Amnon Yariv

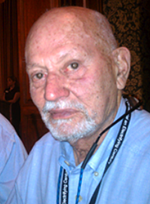
Amnon Yariv

Amnon Yariv (* 13. April 1930 in Tel Aviv) ist ein israelischer Professor für Angewandte Physik und Elektrotechnik am California Institute of Technology. Er beschäftigt sich dort mit der Entwicklung von Halbleiterlasern und anderen Lichtquellen, photonischen Kristallen, optischen Speichermedien, WDM-Filtern u. a.

## Biografie
Nach seiner Zeit bei der israelischen Armee begann Yariv im September 1950 ein Elektrotechnik-Studium am Technion in Haifa.
Anfang 1951 zog er in die USA und begann ein Studium am San Mateo Junior College, wechselte nach einem Semester aber zur University of California, Berkeley. Er erreichte dort die Abschlüsse Bachelor of Science 1954, Master of Science 1956 und Ph.D. 1958.
Ab 1959 arbeitete er bei den Bell Laboratories. 1964 wechselte er schließlich zum Caltech und ist dort seit 1966 als Professor tätig.
Yariv ist Mitbegründer der Firmen Ortel Corporation (gegründet 1979, 2000 von Lucent übernommen) und Orbits Lightwave Inc. (gegründet 1999).

## Ehrungen, Preise und Mitgliedschaften (Auswahl)
- 1980: Quantum Electronics Award (IEEE)
- 1982: Aufnahme in die American Academy of Arts and Sciences
- 1985: Pender Award (University of Pennsylvania)
- 1986: Frederic Ives Medal (OSA)
- 1991: Aufnahme in die National Academy of Sciences
- 1992: Harvey Prize
- 1998: Esther Hoffman Beller Medal (OSA)
- 2009: National Medal of Science (USA)[1]
- 2016: Wahl in die National Academy of Inventors[2]
- 2017: Ehrenmitglied der Optical Society of America[3]

## Veröffentlichungen
- Amnon Yariv: Introduction to Optical Electronics, Holt 1971, ISBN 0030846943
- Amnon Yariv: Introduction to Theory and Applications of Quantum Mechanics, Wiley 1982, ISBN 0471060534
- Amnon Yariv: Optical Electronics, Holt 1984, ISBN 0030702895
- Amnon Yariv, Pochi Yeh: Optical Waves in Crystals, Wiley 1984, ISBN 0471091421
- Amnon Yariv: Quantum Electronics, 3. Auflage, Wiley 1989, ISBN 0471609978
- Amnon Yariv, Pochi Yeh:  Photonics  Optical Electronics in Modern Communication, 6. Auflage, Oxford University Press 2006, ISBN 0195179463
- Amnon Yariv: Catching the wave, IEEE Journal of Selected Topics in Quantum Electronics 6(6), S. 1478 (2000), doi:10.1109/2944.902204 – eine Autobiografie